# 海苔巻き

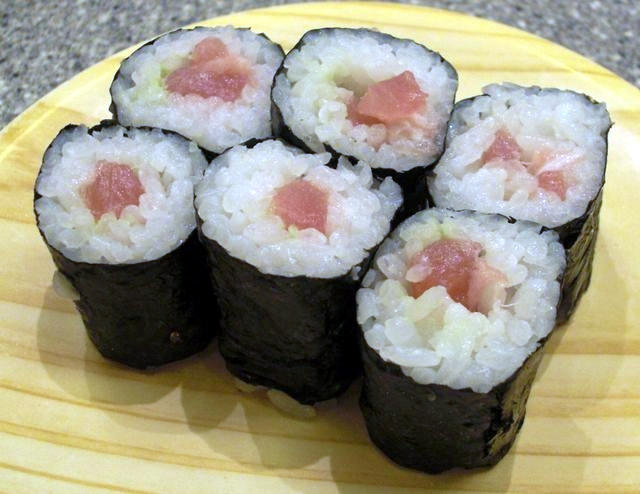
海苔巻き（鉄火巻き）

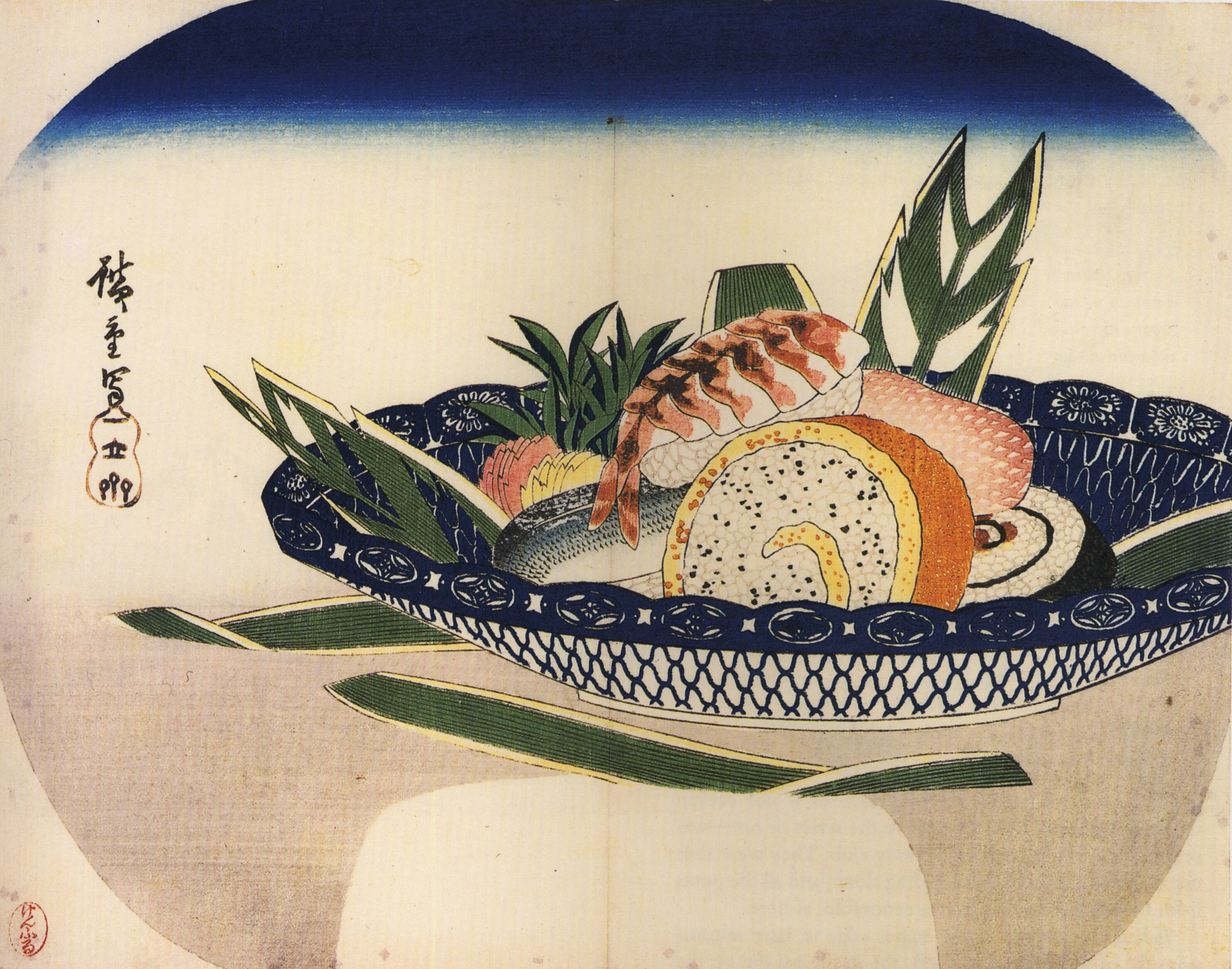
浮世絵に描かれた寿司と海苔巻き（歌川広重・江戸後期）

海苔巻き（のりまき）とは、寿司の巻物、海苔巻き寿司（のりまきずし）のこと。
もともと海苔巻きは食品に海苔を巻くこと、または海苔を巻いた料理そのものを指す。単に「海苔巻き」と言えば多くの場合を海苔巻き寿司を指す事が多い。寿司以外に、おにぎりに板海苔や焼海苔を巻きつけた海苔むすびなどについても「海苔巻き」と呼ぶ。煎餅に海苔を巻いたものは「海苔巻き煎餅」と呼び、「江戸草加 海苔巻」の名で売られるものもある。海苔を巻いて（もしくは衣に海苔を入れて）油で揚げたものは「磯辺揚げ（いそべあげ）」、焼いた食材に海苔を巻いたものは「磯辺焼（いそべやき）」、焼いた餅に海苔を巻いたものは「磯辺餅（いそべもち）」という。

## 概要
一般には海苔で巻いた寿司全般を指すが、江戸前寿司においては、単に「海苔巻き」と言えばかんぴょう巻きを意味する。
海苔巻きは、1750年刊行「料理山海郷」で、料理として紹介され、1787年刊行『七十五日』では、既に江戸の手を汚さない寿司として、すし屋メニューの一つとなっていることが紹介されている。
稲荷寿司と海苔巻きを組み合わせたものを「助六」というが、これは同題の歌舞伎演目の登場人物名に寄せ、油揚げと巻寿司で「揚巻」とした洒落である。一般的に使用される具材には、マグロ、きゅうり、海老、卵焼き、かんぴょう、などがある。